# Trzydziesty drugi rząd Izraela
Trzydziesty drugi rząd Izraela – rząd Izraela, sformowany 31 marca 2009, którego premierem został Binjamin Netanjahu z Likudu. Rząd został powołany przez koalicję mającą większość w Knesecie XVIII kadencji, po wyborach w 2009 roku. Funkcjonował do 18 marca 2013, kiedy to powstał rząd, którego premierem został ponownie Netanjahu.